# 16425 Chuckyeager
A 16425 Chuckyeager (ideiglenes jelöléssel (16425) 1988 CY2) a Naprendszer kisbolygóövében található aszteroida. Eric Walter Elst fedezte fel 1988. február 11-én.